# 克拉斯诺戈尔卡河
克拉斯诺戈尔卡河（俄语：Река Красногорка）或珍内川（日语：／）是萨哈林州托马里区的河流，源起卡梅绍维山脉，向西南流，长68公里，流域面积507平方公里，在克拉斯诺戈尔斯克村注入鞑靼海峡，流域内多冷杉和桦树林。

## 引用
1. ↑  М·Г·瓦西科夫斯基. . 列宁格勒: 气象出版社. 1973 （俄语）.
2. ↑  . 国家水登记处.   [2023-12-24]. （原始内容存档于2023-12-24） （俄语）.